# Pardosa invenusta
Pardosa invenusta este o specie de păianjeni din genul Pardosa, familia Lycosidae. A fost descrisă pentru prima dată de C. L. Koch, 1837.
Este endemică în Grecia. Conform Catalogue of Life specia Pardosa invenusta nu are subspecii cunoscute.